# 中国人民银行广东省分行本票
中国人民银行广东省分行本票，通称“广东省本票”、“广东省银行本票”或“银行本票”，是中国人民银行广东省分行1985年发行的人民币等值流通本票，发行仅月餘即退出流通市场。

## 简介
中共十一届三中全会确定改革开放政策以后，为了适应广东当地经济飞速发展的需要，解决大面额人民币短缺问题，中国人民银行广东省分行于1985年2月4日发行了面额为伍拾元和壹佰元的两种大面额本票。这两种本票使用范围限定在广东省内，与人民币等值流通，可用于一切公私领域支付及存款汇兑等。
由于地方发行本票事实上已经成为一种地方货币，被指削弱了人民币作为中华人民共和国境内地区唯一合法货币的法律地位，加之当时开办银行本票业务的办法尚不完善、本票防伪水平不佳以及货币总量加大等原因，在发行仅仅一个多月之后，广东省本票便退出流通领域。1985年2月28日，中国人民银行下发《中国人民银行关于不得自行开办本票业务的通知》，明令禁止地方发行用于市场流通的本票；而早在通知发布之前，本票的发行工作就被中国人民银行总行相关领导叫停。1985年3月10日，中国人民银行广东省分行发布公告，广东省本票自当年3月15日起停止流通，3月30日前限期兑换，逾期不予收兑。至此广东省本票正式“寿终正寝”。

## 票面图案
两种本票设计风格一致，50元券为蓝色，100元券为紫色，票面尺寸175mm×80mm，双面凹印。本票正面上方印有“中国人民银行广东省分行”字样，中间印有大写数字面值（“伍拾圆整”或“壹佰元整”），面值左侧竖印“本票”字样，四角和下方中部均有阿拉伯数字或汉语拼音面值，票面左侧印有年份“1985”和编号（两位罗马数字+七位阿拉伯数字）。本票背面右侧印有“中国人民银行广东省分行证券专用章”，左侧印有使用说明，说明全文如下：
|  | 1. 本票只限在本省同人民币等值使用； 2. 本票严禁伪造、变造和破坏，违者依法惩处； 3. 本票无专用章无效； 4. 本票可以转账，也可以兑现。 |

## 其它
1986年，中国人民银行黑龙江省分行不顾总行禁令，也发行了面值50元和100元的本票。该本票同样与人民币等值流通，整体设计也与广东省本票高度相似，但也同样“短命”。